# 2e cérémonie des Ensors
La 2e cérémonie des Prix du cinéma flamand, s'est tenue le 10 septembre 2011 au Casino d'Ostende.
Les membres du jury étaient Lieve Blancquaert, Hans Bourlon, Phara de Aguirre, Els Dottermans, Piet Goddaer, Jan Mulder et Christophe Van Rompaey.

## Palmarès

### Meilleur film(Beste film)
- Tête de bœuf (Rundskop)
  - Oxygène (Adem)
  - Frits et Freddy

### Meilleur réalisateur(Beste regie)
- Michaël R. Roskam pour Tête de bœuf (Rundskop)
  - Hans Van Nuffel pour Oxygène (Adem)
  - Vanja D’Alcantara pour Beyond the steppes

### Meilleur scénario(Beste scenario)
- Oxygène (Adem)
  - Frits et Freddy
  - Tête de bœuf (Rundskop)

### Meilleure photographie(Beste fotografie)
- Nicolas Karakatsanis pour Tête de bœuf (Rundskop)
  - Ruben Impens pour Beyond the steppes
  - Glynn Speeckaert pour Soudain, le 22 mai (22 mei)

### Meilleure musique(Beste muziek)
- Bert Ostyn pour Turquaze
  - Spinvis et Geike Arnaert pour Oxygène (Adem)
  - Mike Gallagher pour Soudain, le 22 mai (22 mei)

### Meilleur acteur(Beste acteur)
- Matthias Schoenaerts pour Tête de bœuf (Rundskop)
  - Stef Aerts pour Oxygène (Adem)
  - Tom Van Dyck pour Frits et Freddy

### Meilleure actrice(Beste actrice)
- Agnieszka Grochowska pour Beyond the steppes
  - Hande Kodja pour Marieke, Marieke
  - Charlotte Vandermeersch pour Turquaze

### Meilleur acteur dans un second rôle(Beste acteur in een bijrol)
- Jeroen Perceval pour Tête de bœuf (Rundskop)
  - Wouter Hendrickx pour Oxygène (Adem)
  - Sam Louwyck pour Tête de bœuf (Rundskop)

### Meilleure actrice dans un second rôle(Beste actrice in een bijrol)
- Anemone Valcke pour Oxygène (Adem)
  - Barbara Sarafian pour Marieke, Marieke
  - Marie Vinck pour Oxygène (Adem)

### Meilleur espoir(Beste debuut)
- Michaël R. Roskam pour Tête de bœuf (Rundskop)
  - Vanja D’Alcantara pour Beyond the steppes
  - Hans Van Nuffel pour Oxygène (Adem)

### Prestation remarquable(Bijzondere prestatie)
- Schellebelle 1919

### Prix du mérite(Prijs van de verdienste)
- Gabriëlle Claes de la Cinematek

## Récompenses et nominations multiples

### Nominations multiples
9 : Oxygène (Adem)
8 : Tête de bœuf (Rundskop)
4 : Beyond the steppes
3 : Frits et Freddy
2 : Marieke, Marieke, Soudain, le 22 mai (22 mei), Turquaze

### Récompenses multiples
6 / 8 : Tête de bœuf (Rundskop)
2 / 9 : Oxygène (Adem)